# Portrait de Jean Carriès dans son atelier
Le Portrait de Jean Carriès dans son atelier est un tableau réalisé en 1886 par la peintre Louise Catherine Breslau, une peinture à l'huile sur toile de 176 × 165 cm, conservée dans les collections permanentes du Petit Palais, à Paris. L'artiste présente ce portrait au Salon des artistes français en 1887.

## Le sujet
Dans cette œuvre, l'artiste représente son collègue artiste Jean-Joseph Carriès, sculpteur français (1855-1894) dans son atelier de la rue Boissonade.